# Banksia borealis
Banksia borealis är en tvåhjärtbladig växtart. Banksia borealis ingår i släktet Banksia och familjen Proteaceae.

## Underarter
Arten delas in i följande underarter:
- B. b. borealis
- B. b. elatior